# Akranesvöllur
El Estadio Akranesvöllur es el nombre que recibe un recinto deportivo que tiene usos múltiples y se encuentra ubicado en la localidad de Akranes, en la costa oeste del país europeo de Islandia. Actualmente se utiliza sobre todo para los partidos de fútbol. El estadio tiene capacidad para recibir entre 4850 y 6000 espectadores y fue construido en 1935. Dispone de 850 asientos.
El equipo local ÍA Akraness (apodado IA Skagamenn) utiliza este estadio habitualmente para disputar sus partidos.